# Камениця (Мальборський повіт)
Камениця (пол. Kamienica, нім. Blumstein) — село в Польщі, у гміні Мальборк Мальборського повіту Поморського воєводства.
Населення — 117 осіб (2011).
У 1975-1998 роках село належало до Ельблонзького воєводства.

## Демографія
Демографічна структура станом на 31 березня 2011 року:
|          | Загалом | Допрацездатний вік | Працездатний вік | Постпрацездатний вік |
| -------- | ------- | ------------------ | ---------------- | -------------------- |
| Чоловіки | 57      | 8                  | 43               | 6                    |
| Жінки    | 60      | 11                 | 36               | 13                   |
| Разом    | 117     | 19                 | 79               | 19                   |